# Ottokar al II-lea de Stiria
Ottokar al II-lea (n. ? - d. 28 noiembrie 1122), membru al familiei Otakarilor, a fost margraf de Stiria de la 1082 până la moarte.
Ottokar era fiul margrafului Ottokar I de Stiria. În cadrul Luptei pentru învestitură din Papalitate și Imperiu, Ottokar s-a poziționat de partea papei, fapt care a condus la o confruntare cu propriul său frate, Adalbero, care acționa de partea împăratului, murind în 1086 sau 1087.
După ce familia Eppensteiner s-a stins, Ottokar a moștenit posesiunile acestora de pe văile Mur și Mürz. El a întemeiat mănăstirea benedictină din Garsten (Austria Superioară) în 1108.

## Familie și copii
Ottokar al II-lea a fost căsătorit în 1090 cu Elisabeta, fiica margrafului Leopold al II-lea de Austria din familia Babenberg cu Ida de Formbach-Ratelnberg, având trei copii:
1. Leopold "cel Puternic", succesor
2. Cunigunda (d. 28 iulie 1161), căsătorită cu contele Bernard de Sponheim-Marburg
3. Willibirga (d. 18 ianuarie 1145), căsătorită cu contele Ekbert al II-lea de Formbach-Pitten